# Diego Fuser
Diego Fuser (Venaria Reale, 11 novembre 1968) è un ex calciatore italiano, di ruolo centrocampista.

## Biografia
Di famiglia veneta, è sposato con Orietta con cui ha avuto un figlio di nome Matteo, morto a soli 15 anni a causa di una malattia. Successivamente, ha avuto una figlia.

## Carriera

### Club
Cresciuto nel Torino, si mise in luce nella stagione 1988-1989, esordendo in Serie A a 19 anni, per poi essere ingaggiato dal Milan per 7 miliardi di lire. In rossonero rimane per tre stagioni, di cui la seconda in prestito alla Fiorentina, dove con 8 reti risulta il cannoniere della squadra. Con i rossoneri vince lo scudetto nel 1991-1992, la Coppa Campioni 1989-1990 e la Supercoppa europea e la Coppa Intercontinentale nel 1989.
A Milano non trova molto spazio e viene ceduto alla Lazio per 7 miliardi di lire all'inizio della stagione 1992-1993, concludendo il primo campionato con 10 reti. Nel 1998 vince con la squadra biancoceleste la Coppa Italia, alzata al cielo da capitano. In biancazzurro totalizzerà 242 presenze mettendo a segno 42 reti. Nell'estate dello stesso anno si trasferisce al Parma del patron Calisto Tanzi, con cui vince Coppa Italia, Coppa UEFA e Supercoppa italiana.
Dopo tre stagioni passate nella squadra emiliana si trasferisce per una breve parentesi alla Roma, senza trovare tuttavia la continuità delle stagioni precedenti. 
Lascia quindi la massima serie dopo 418 partite e 65 reti, facendo ritorno nella stagione 2003-2004 a vestire la maglia granata in Serie B ove terminerà la sua carriera tra le squadre professionistiche.

Fuser (accosciato, secondo da destra) al Parma nel 1998

Nell'estate del 2004 passa al Canelli, centrando la promozione in Serie D e trovando come compagno di squadra Gianluigi Lentini, al quale è legato da una profonda amicizia. Nell'estate del 2009, dopo una stagione alla Saviglianese, fa ritorno a Canelli dove rimane per alcuni mesi per poi passare alla Nicese, formazione militante nello stesso girone del campionato di Eccellenza Piemonte. Il 4 marzo 2010, in seguito alle dimissioni di dell'allenatore Daniele Berta, la Nicese ufficializza Fuser con il ruolo di "giocatore-allenatore". Il lavoro dell'ex centrocampista della Nazionale è coadiuvato da Alessandro Musso, tecnico della squadra juniores. Fra i dilettanti ha collezionato 135 presenze realizzando 41 reti.
Complessivamente, considerando tutte le sue 24 stagioni di campionato disputate in carriera, Fuser vanta 569 partite impreziosite da 108 reti. Il 10 ottobre 2012, ad un anno e mezzo dal suo ritiro, torna a giocare alla soglia dei 44 anni e viene ingaggiato dal Colline Alfieri Don Bosco, squadra di San Damiano d'Asti militante nel torneo regionale di Promozione. Il 5 dicembre 2012 rescinde il contratto ponendo così fine al suo ritorno al calcio giocato.
FootGolf
Nel 2021 viene eletto presidente della lega di FootGolf

### Nazionale
Ha vestito la maglia della nazionale italiana per 25 volte, e ha partecipato al campionato d'Europa 1996 con Arrigo Sacchi in panchina.
Impiegato meno frequentemente da Cesare Maldini, successore di Sacchi, Fuser ritrova la maglia azzurra con una certa continuità sotto la gestione tecnica di Dino Zoff, che già lo aveva allenato alla Lazio, venendo impiegato costantemente nelle qualificazioni al campionato d'Europa 2000; a causa di problemi fisici, rimane tuttavia fuori dalla lista dei convocati per la fase finale.

## Statistiche

### Presenze e reti nei club
| Stagione        | Squadra         | Campionato      | Campionato | Campionato | Coppe nazionali | Coppe nazionali | Coppe nazionali | Coppe continentali | Coppe continentali | Coppe continentali | Altre coppe | Altre coppe | Altre coppe | Totale | Totale |
| Stagione        | Squadra         | Comp            | Pres       | Reti       | Comp            | Pres            | Reti            | Comp               | Pres               | Reti               | Comp        | Pres        | Reti        | Pres   | Reti   |
| --------------- | --------------- | --------------- | ---------- | ---------- | --------------- | --------------- | --------------- | ------------------ | ------------------ | ------------------ | ----------- | ----------- | ----------- | ------ | ------ |
| 1986-1987       | Torino          | A               | 3          | 0          | CI              | 1               | 0               | CU                 | 1                  | 0                  | -           | -           | -           | 5      | 0      |
| 1987-1988       | Torino          | A               | 16         | 0          | CI              | 10              | 0               | -                  | -                  | -                  | -           | -           | -           | 26     | 0      |
| 1988-1989       | Torino          | A               | 30         | 4          | CI              | 8               | 0               | -                  | -                  | -                  | -           | -           | -           | 38     | 4      |
| 1989-1990       | Milan           | A               | 20         | 2          | CI              | 7               | 0               | CC                 | 2                  | 0                  | SU+Cint     | 2+1         | 0+0         | 32     | 2      |
| 1990-1991       | Fiorentina      | A               | 32         | 8          | CI              | 6               | 1               | -                  | -                  | -                  | -           | -           | -           | 38     | 9      |
| 1991-1992       | Milan           | A               | 15         | 4          | CI              | 7               | 0               | -                  | -                  | -                  | -           | -           | -           | 22     | 4      |
| Totale Milan    | Totale Milan    | Totale Milan    | 35         | 6          |                 | 14              | 0               |                    | 2                  | 0                  |             | 3           | 0           | 54     | 6      |
| 1992-1993       | Lazio           | A               | 33         | 10         | CI              | 5               | 1               | -                  | -                  | -                  | -           | -           | -           | 38     | 11     |
| 1993-1994       | Lazio           | A               | 28         | 2          | CI              | 1               | 0               | CU                 | 2                  | 0                  | -           | -           | -           | 31     | 2      |
| 1994-1995       | Lazio           | A               | 32         | 5          | CI              | 6               | 1               | CU                 | 7                  | 1                  | -           | -           | -           | 45     | 7      |
| 1995-1996       | Lazio           | A               | 32         | 6          | CI              | 4               | 0               | CU                 | 3                  | 0                  | -           | -           | -           | 39     | 6      |
| 1996-1997       | Lazio           | A               | 31         | 4          | CI              | 3               | 0               | CU                 | 4                  | 2                  | -           | -           | -           | 38     | 6      |
| 1997-1998       | Lazio           | A               | 32         | 8          | CI              | 9               | 1               | CU                 | 10                 | 1                  | -           | -           | -           | 51     | 10     |
| Totale Lazio    | Totale Lazio    | Totale Lazio    | 188        | 35         |                 | 28              | 3               |                    | 26                 | 4                  |             | -           | -           | 242    | 42     |
| 1998-1999       | Parma           | A               | 32         | 7          | CI              | 7               | 0               | CU                 | 9                  | 0                  | -           | -           | -           | 48     | 7      |
| 1999-2000       | Parma           | A               | 28         | 3          | CI              | 1               | 0               | UCL+CU             | 2+3                | 0+0                | SI          | 1           | 0           | 35     | 3      |
| 2000-2001       | Parma           | A               | 26         | 0          | CI              | 4               | 0               | CU                 | 6                  | 0                  | -           | -           | -           | 36     | 0      |
| Totale Parma    | Totale Parma    | Totale Parma    | 86         | 10         |                 | 13              | 0               |                    | 20                 | 0                  |             | 1           | 0           | 120    | 10     |
| 2001-2002       | Roma            | A               | 12         | 2          | CI              | 3               | 0               | UCL                | 3                  | 0                  | SI          | 1           | 0           | 19     | 2      |
| 2002-2003       | Roma            | A               | 3          | 0          | CI              | 2               | 0               | UCL                | 2                  | 0                  | -           | -           | -           | 7      | 0      |
| Totale Roma     | Totale Roma     | Totale Roma     | 15         | 2          |                 | 5               | 0               |                    | 5                  | 0                  |             | 1           | 0           | 26     | 2      |
| 2003-2004       | Torino          | B               | 29         | 2          | CI              | 0               | 0               | -                  | -                  | -                  | -           | -           | -           | 29     | 2      |
| Totale Torino   | Totale Torino   | Totale Torino   | 78         | 6          |                 | 19              | 0               |                    | 1                  | 0                  |             | -           | -           | 98     | 6      |
| 2004-2005       | Canelli         | Ecc.            | 17         | 2          | -               | -               | -               | -                  | -                  | -                  | -           | -           | -           | 17     | 2      |
| 2005-2006       | Canelli         | Ecc.            | 25         | 11         | -               | -               | -               | -                  | -                  | -                  | -           | -           | -           | 25     | 11     |
| 2006-2007       | Canelli         | D               | 23         | 8          | -               | -               | -               | -                  | -                  | -                  | -           | -           | -           | 23     | 8      |
| 2007-2008       | Canelli         | Ecc.            | 25         | 9          | -               | -               | -               | -                  | -                  | -                  | -           | -           | -           | 25     | 9      |
| 2008-gen. 2009  | Saviglianese    | Prom.           | 23         | 6          | -               | -               | -               | -                  | -                  | -                  | -           | -           | -           | 23     | 6      |
| gen.-giu. 2009  | Canelli         | Ecc.            | 12         | 1          | -               | -               | -               | -                  | -                  | -                  | -           | -           | -           | 12     | 1      |
| Totale Canelli  | Totale Canelli  | Totale Canelli  | 102        | 31         |                 | -               | -               |                    | -                  | -                  |             | -           | -           | 102    | 31     |
| 2009-2010       | Nicese          | Ecc.            | 10         | 4          | -               | -               | -               | -                  | -                  | -                  | -           | -           | -           | 10     | 4      |
| ott.-dic. 2012  | Colline Alfieri | Prom.           | 2          | 0          | -               | -               | -               | -                  | -                  | -                  | -           | -           | -           | 2      | 0      |
| Totale carriera | Totale carriera | Totale carriera | 571        | 108        |                 | 85              | 4               |                    | 54                 | 4                  |             | 5           | 0           | 715    | 116    |

### Cronologia presenze e reti in nazionale
| Cronologia completa delle presenze e delle reti in nazionale ― Italia | Cronologia completa delle presenze e delle reti in nazionale ― Italia | Cronologia completa delle presenze e delle reti in nazionale ― Italia | Cronologia completa delle presenze e delle reti in nazionale ― Italia | Cronologia completa delle presenze e delle reti in nazionale ― Italia | Cronologia completa delle presenze e delle reti in nazionale ― Italia | Cronologia completa delle presenze e delle reti in nazionale ― Italia | Cronologia completa delle presenze e delle reti in nazionale ― Italia |
| Data                                                                  | Città                                                                 | In casa                                                               | Risultato                                                             | Ospiti                                                                | Competizione                                                          | Reti                                                                  | Note                                                                  |
| --------------------------------------------------------------------- | --------------------------------------------------------------------- | --------------------------------------------------------------------- | --------------------------------------------------------------------- | --------------------------------------------------------------------- | --------------------------------------------------------------------- | --------------------------------------------------------------------- | --------------------------------------------------------------------- |
| 24-2-1993                                                             | Porto                                                                 | Portogallo                                                            | 1 – 3                                                                 | Italia                                                                | Qual. Mondiali 1994                                                   | -                                                                     |                                                                       |
| 24-3-1993                                                             | Palermo                                                               | Italia                                                                | 6 – 1                                                                 | Malta                                                                 | Qual. Mondiali 1994                                                   | -                                                                     |                                                                       |
| 14-4-1993                                                             | Trieste                                                               | Italia                                                                | 2 – 0                                                                 | Estonia                                                               | Qual. Mondiali 1994                                                   | -                                                                     |                                                                       |
| 1-5-1993                                                              | Berna                                                                 | Svizzera                                                              | 1 – 0                                                                 | Italia                                                                | Qual. Mondiali 1994                                                   | -                                                                     |                                                                       |
| 1-6-1996                                                              | Budapest                                                              | Ungheria                                                              | 0 – 2                                                                 | Italia                                                                | Amichevole                                                            | -                                                                     | 46’                                                                   |
| 11-6-1996                                                             | Liverpool                                                             | Russia                                                                | 1 – 2                                                                 | Italia                                                                | Euro 1996 - 1º turno                                                  | -                                                                     | 61’                                                                   |
| 14-6-1996                                                             | Liverpool                                                             | Rep. Ceca                                                             | 2 – 1                                                                 | Italia                                                                | Euro 1996 - 1º turno                                                  | -                                                                     |                                                                       |
| 19-6-1996                                                             | Manchester                                                            | Germania                                                              | 0 – 0                                                                 | Italia                                                                | Euro 1996 - 1º turno                                                  | -                                                                     | 81’                                                                   |
| 22-1-1997                                                             | Palermo                                                               | Italia                                                                | 2 – 0                                                                 | Irlanda del Nord                                                      | Amichevole                                                            | -                                                                     | 58’                                                                   |
| 12-2-1997                                                             | Londra                                                                | Inghilterra                                                           | 0 – 1                                                                 | Italia                                                                | Qual. Mondiali 1998                                                   | -                                                                     | 90’                                                                   |
| 2-4-1997                                                              | Chorzów                                                               | Polonia                                                               | 0 – 0                                                                 | Italia                                                                | Qual. Mondiali 1998                                                   | -                                                                     | 84’                                                                   |
| 30-4-1997                                                             | Napoli                                                                | Italia                                                                | 3 – 0                                                                 | Polonia                                                               | Qual. Mondiali 1998                                                   | -                                                                     | 85’                                                                   |
| 4-6-1997                                                              | Nantes                                                                | Italia                                                                | 0 – 2                                                                 | Inghilterra                                                           | Torneo di Francia                                                     | -                                                                     | 17’                                                                   |
| 8-6-1997                                                              | Lione                                                                 | Italia                                                                | 3 – 3                                                                 | Brasile                                                               | Torneo di Francia                                                     | -                                                                     | 46’                                                                   |
| 5-9-1998                                                              | Liverpool                                                             | Galles                                                                | 0 – 2                                                                 | Italia                                                                | Qual. Euro 2000                                                       | 1                                                                     |                                                                       |
| 10-10-1998                                                            | Udine                                                                 | Italia                                                                | 2 – 0                                                                 | Svizzera                                                              | Qual. Euro 2000                                                       | -                                                                     |                                                                       |
| 18-11-1998                                                            | Salerno                                                               | Italia                                                                | 2 – 2                                                                 | Spagna                                                                | Amichevole                                                            | -                                                                     | 45’                                                                   |
| 16-12-1998                                                            | Roma                                                                  | Italia                                                                | 6 – 2                                                                 | World Stars                                                           | Amichevole                                                            | 1                                                                     |                                                                       |
| 27-3-1999                                                             | Copenaghen                                                            | Danimarca                                                             | 1 – 2                                                                 | Italia                                                                | Qual. Euro 2000                                                       | -                                                                     | 45’                                                                   |
| 28-4-1999                                                             | Zagabria                                                              | Croazia                                                               | 0 – 0                                                                 | Italia                                                                | Amichevole                                                            | -                                                                     | 45’                                                                   |
| 5-6-1999                                                              | Bologna                                                               | Italia                                                                | 4 – 0                                                                 | Galles                                                                | Qual. Euro 2000                                                       | -                                                                     | 69’                                                                   |
| 9-6-1999                                                              | Losanna                                                               | Svizzera                                                              | 0 – 0                                                                 | Italia                                                                | Qual. Euro 2000                                                       | -                                                                     | 60’                                                                   |
| 8-9-1999                                                              | Napoli                                                                | Italia                                                                | 2 – 3                                                                 | Danimarca                                                             | Qual. Euro 2000                                                       | 1                                                                     |                                                                       |
| 13-11-1999                                                            | Lecce                                                                 | Italia                                                                | 1 – 3                                                                 | Belgio                                                                | Amichevole                                                            | -                                                                     | 45’                                                                   |
| 29-3-2000                                                             | Barcellona                                                            | Spagna                                                                | 2 – 0                                                                 | Italia                                                                | Amichevole                                                            | -                                                                     | 71’                                                                   |
| Totale                                                                |                                                                       | Presenze                                                              | 25                                                                    |                                                                       | Reti                                                                  | 3                                                                     |                                                                       |

## Palmarès

### Competizioni giovanili
- Campionato Primavera: 1

Torino: 1987-1988
- Torneo di Viareggio: 1

Torino: 1987

### Competizioni regionali
- Eccellenza: 1

Canelli: 2005-2006

### Competizioni nazionali
- Campionato italiano: 1

Milan: 1991-1992
- Coppa Italia: 2

Lazio: 1997-1998
Parma: 1998-1999
- Supercoppa italiana: 2

Parma: 1999
Roma: 2001

### Competizioni internazionali
- Coppa Intercontinentale: 1

Milan: 1989
- Supercoppa UEFA: 1

Milan: 1989
- Coppa dei Campioni: 1

Milan: 1989-1990
- Coppa UEFA: 1

Parma: 1998-1999